# Bernhard Michel
Bernhard Michel (* 16. August 1939 in Weimar) ist ein deutscher Maler und Grafiker.

## Leben und Werk
Bernhard Michel war der Sohn eines Organisten und einer Sängerin. Die Familie zog nach Halle/Saale, als er noch ein kleines Kind war. Sein Vater fiel als Soldat der Wehrmacht im Zweiten Weltkrieg. Nach der Grundschule absolvierte Michel von 1953 bis 1956 eine Lehre als Klempner und Installateur. Er arbeitete danach bis 1960 als Rundfunkmechaniker und Fernmeldekabel-Monteur; eine Zeit, in der er viel herumkam. Er beschäftigte sich in seiner Freizeit mit bildender Kunst, malte und zeichnete.
Von 1958 bis 1960 nahm Michel an einem Malzirkel von Werner Ratajczyk teil. Von 1960 bis 1968 arbeitete er am Theater in Wittenberg als Beleuchter und Bühnenmaler. In dieser Zeit beteiligte er sich am Zentralen Malzirkel der Stadt Halle bei Hans Rothe. Obwohl er künstlerischer Autodidakt ist, wurde er 1972 in den Verband Bildender Künstler der DDR aufgenommen, dem er bis 1990 angehörte. Seitdem arbeitet er als freischaffender Künstler. Michel lebte zwischenzeitlich in Gardelegen, ehe er 1986 wieder nach Halle ging. Seit 1997 lebt er in Wallwitz.
Michels meistbenutzte Technik ist die Kaltnadelradierung. Ab 1999 wendete er sich verstärkt der Malerei, vor allem als Tafelbilder in Öl- und Acrylfarbe, zu. Er schuf u. a. auch Linolschnitte, Aquarelle, Tuschzeichnungen, Glasbilder und plastische Arbeiten mit Zement.
Michel hatte in der DDR, in Budapest, Katowice, Moskau, Neu Delhi, Madras und Hanoi und nach der deutschen Wiedervereinigung in der Bundesrepublik eine bedeutende Zahl von Einzelausstellungen und Ausstellungsbeteiligungen. In der DDR wurde er mit dem Kunstpreis der DSF geehrt. Michel ist Mitglied des Halleschen Kunstvereins.

## Werke (Auswahl)

### Druckgrafik
- Volkspark abends (1981, aquarellierte Kaltnadelradierung; publiziert in der im Auftrag des Kulturbunds von Roland Rittig herausgegebenen Grafik-Mappe Halle an der Saale)[1]
- Orbus pictus (1982, aquarellierte Kaltnadelradierung, 27,7 × 31,5 cm; publiziert in dem Mappenwerk Prometheus ´82)[2]
- Luther-Ehrung 1983 (1983, aquarellierte Kaltnadelradierung, 36 × 30 cm; publiziert in der von Roland Rittig im Auftrag des Rats des Bezirkes Halle und der Martin-Luther-Universität herausgegebenen Mappenwerk Martin Luther und unsere Zeit)[3]
- Malcolmischer Bogen II (1985, Kaltnadelradierung, laviert; auf der X. Kunstausstellung der DDR)[4]
- Urteil des Paris (1989; kolorierte Radierung, 78 × 51 cm)[5]
- Winter in Babel bei Manhattan (2000, Aquatinta & Kaltnadelradierung in sechs Farben, 34,8 × 30 cm)[6]

### Tafelbilder
- Am Thälmannplatz / Halle (1970, Öl; auf der VII. Kunstausstellung der DDR)[7]

### Zeichnungen
- Es fährt Sie Kollege B. (1977, laviert; auf der VIII. Kunstausstellung der DDR)[8]
- Maler und Modell (1986, Kohle, 63 × 50 cm)

## Ausstellungen (unvollständig)

### Personalausstellungen
- 2002: Halle/Saale, Künstlerhaus Goldner Pflug
- 2004: Halle/Saale, Foyer-Galerie des Opernhauses Halle
- 2006: Halle/Saale, Galerie Zaglmaier
- 2014/2015: Bernburg, Bürgerbüro der Bundestagsabgeordneten der Partei Die Linke[9]
- 2019: Halle/Saale, Zeitkunstgalerie

### Teilnahme an zentralen und wichtigen regionalen Ausstellungen in der DDR
- 1972/1973, 1977/1978 und 1987/1988: Dresden, VII., VIII. und X. Kunstausstellung der DDR
- 1973: Berlin, Altes Museum („Junge Künstler der DDR grüßen das Festival“)
- 1974 und 1979: Halle/Saale, Bezirkskunstausstellungen
- 1979: Berlin, Altes Museum („Jugend in der Kunst“)
- 1982: Dresden, Neue Dresdener Galerie, u. a. Orte („Chronik ´81“)
- 1983 und 1984: Berlin und weitere Städte („100 ausgewählte Grafiken“)
- 1986: Gotha, Schlossmuseum („Das Urteil des Paris in der bildenden Kunst der DDR“)
- 1986: Magdeburg, Kloster Unser Lieben Frauen („Grafik in den Kämpfen unserer Tage“)
- 1986/1987: Suhl („Das sicher sei, was uns lieb ist“. Ausstellung zum 40. Jahrestag der Gründung der Grenztruppen der DDR)